# Philippe Monfils
Philippe Monfils (* 4. Januar 1939 in Lüttich, Wallonien, Belgien) ist ein belgischer Politiker der Parti de la liberté et du progrès (PLP) und war Ministerpräsident der Französischen Gemeinschaft Belgiens.

## Biografie
Nach dem Schulbesuch studierte er Rechtswissenschaft an der Universität Lüttich und promoviert dort 1962 zum Doktor der Rechtswissenschaften. Im Anschluss ist er zwischen 1962 und 1968 Wissenschaftlicher Assistent am Lehrstuhl von François Perin, einem Professor für Verfassungsrecht. Als dieser später Minister für institutionelle Reformen in der Regierung von Premierminister Leo Tindemans wird, war Monfils von 1974 bis 1976 dessen Kabinettschef und als solcher mitverantwortlich für die Ausgestaltung der späteren Regionalisierung Belgiens. 
Seine eigene politische Laufbahn begann er mit der Wahl zum Mitglied des Gemeinderates von Lüttich, dem er zwischen 1976 und 1982 als Vertreter des von Perin mitbegründeten Rassemblement wallon (RW) angehörte. Nachdem das RW unter dem Einfluss von Paul-Henry Gendebien sich zunehmend dem linken politischen Lager annähert,  verlässt er noch 1976 zusammen mit François Perin, Jean Gol und Étienne Knoops enttäuscht das RW und gründete mit diesen die Parti pour les Réformes et la Liberté de Wallonie (PRLw).
1981 wurde er zum Mitglied der Abgeordnetenkammer gewählt und gehört dieser bis 1988 an. Zugleich war er von Dezember 1981 bis Dezember 1985 Sozialminister in der Wallonischen Regionalregierung während der Amtszeit von Ministerpräsident Philippe Moureaux. Im Anschluss war er als dessen Nachfolger vom 9. Dezember 1985 bis zum 2. Februar 1988 selbst Ministerpräsident der Französischen Gemeinschaft Belgiens. Als solcher legte er auch den Grundstein für das Ende des Monopols des Radio-télévision belge de la Communauté française (RTBF).
Nach dem Ende seiner Amtszeit als Ministerpräsident Walloniens wurde er 1988 zum Mitglied des Senats gewählt und gehört diesem bis 1995 an. Nach dem plötzlichen Tode Jean Gols am 17. September 1995 wird er als dessen Nachfolger Mitglied des 4. Europäischen Parlamentes und außerdem auch zum Mitglied des Parlaments der Region Wallonien gewählt.
Als er 1999 aus dem Europäischen Parlament ausscheidet, wird er wiederum zum Senator gewählt. Als solcher setzte er sich in der Folgezeit für eine Reform des Rechts der Sterbehilfe, dem Recht auf Waffenbesitz, aber auch für die Sanierung des Circuit de Spa-Francorchamps zur Fortführung des Großen Preises von Belgien in der Formel 1 ein.
Für seine politischen Verdienste wurde Philippe Monfils neben einigen anderen Politikern am 26. Januar 2004 mit dem Ehrentitel Staatsminister ausgezeichnet.
Nachdem er von 2003 bis 2007 wieder Mitglied der Abgeordnetenkammer war, wurde er 2007 erneut zum Mitglied des bis 2011 amtierenden Senats gewählt. Im Mai 2010 trat er von seinem Amt als Senator zurück.